# Câu lạc bộ bóng đá Hà Nội T&T mùa bóng 2007
Mùa bóng 2007 là mùa giải thứ hai trong lịch sử của câu lạc bộ bóng đá Hà Nội. Mùa giải này, đội T&T Hà Nội thi đấu tại giải hạng Nhì quốc gia, giải bóng đá cấp độ cao thứ 3 trong hệ thống giải đấu của bóng đá Việt Nam.

## Giải bóng đá hạng Nhì quốc gia

### Vòng bảng
Đội T&T Hà Nội nằm ở bảng A cùng với các đội Hà Tĩnh, Dược Phẩm Cần Giờ, Quang Minh DEC và Sara Thành Vinh. Kết thúc vòng bảng, đội giành ngôi nhất bảng và lọt vào vòng chung kết với thành tích bất bại (4 thắng và 4 hòa).
| VT | Đội               | ST | T | H | B | BT | BB | HS | Đ  | Giành quyền tham dự |
| -- | ----------------- | -- | - | - | - | -- | -- | -- | -- | ------------------- |
| 1  | T&T Hà Nội        | 8  | 4 | 4 | 0 | 14 | 5  | +9 | 16 | Vòng chung kết      |
| 2  | Quang Vinh DEC    | 8  | 3 | 4 | 1 | 9  | 7  | +2 | 13 |                     |
| 3  | Dược phẩm Cần Giờ | 8  | 3 | 1 | 4 | 9  | 10 | −1 | 10 |                     |
| 4  | Hà Tĩnh           | 8  | 2 | 3 | 3 | 7  | 8  | −1 | 9  |                     |
| 5  | Sara Thành Vinh   | 8  | 1 | 2 | 5 | 4  | 13 | −9 | 5  |                     |

### Vòng chung kết
| 12 tháng 6 năm 2007 Bán kết | T&T Hà Nội                                        | 3–1      | Ngói Đồng Tâm Long An | Hải Châu, Đà Nẵng      |  |
| 17:00 UTC+7                 | Huy Hoàng 51' (pen) · Đình Hưng 57' · Sỹ Mạnh 90' | Chi tiết | Võ Anh Kiệt 6'        | Sân vận động: Chi Lăng |  |

| 14 tháng 6 năm 2007 Chung kết | Quân khu 7     | 1–1 (4–2 p) | T&T Hà Nội    | Hải Châu, Đà Nẵng      |  |
| 15:30 UTC+7                   | Thanh Xuân 69' | Chi tiết    | Huy Hoàng 73' | Sân vận động: Chi Lăng |  |

## Tổng kết mùa giải
Câu lạc bộ T&T Hà Nội giành vị trí á quân giải hạng Nhì quốc gia 2007 và cùng Quân khu 4 lên chơi tại giải hạng Nhất quốc gia 2008. Như vậy, chỉ sau 2 mùa bóng T&T Hà Nội đã nhảy "một bước tam cấp", từ hạng ba đã thăng lên hạng nhì và sau đó là hạng nhất.

## Cầu thủ

### Đội hình
- Thủ môn Bùi Văn Học
- Huy Hoàng
- Đình Hưng
- Sỹ Mạnh